# ستاكيوز
الستاكيوز هو سكر رباعي يتكون من وحدتي ألفا دي جالكتوز ووحدة ألفا دي جلوكوز ووحدة بيتا دي فركتوز. يرتبطو تعاقبيا كما يلي: gal(α1→6)gal(α1→6)glc(α1↔2β)fru.
يوجد الستاكيوز في الطبيعة في عدة خضروات ( مثل فول الصويا).
الستاكيوز أقل حلاوة من السكروز، بحوالي 28% على أساس الوزن. يستخدم بشكل أساسي كمحلي يستخدم بكميات كبيرة. الستاكيوز لا يهضم تماما بواسطة الإنسان حيث يعطي من 1.5 إلى 2.4 كيلوسعر/جرام.